# Lockspeiser LDA-01
Локспейсер ЛДА-01 (Lockspeiser LDA-01; LDA — аббревиатура от «Land Development Aircraft») — британский экспериментальный самолёт схемы «утка» с толкающим винтом.
LDA-01 представляет собой упрощённый и уменьшенный до 70 % прототип проекта многоцелевого самолёта, разрабатываемого Дэвидом Локспейсером. Предназначался для лётных испытаний.

## Описание проекта
Проект носил название LDA-1000 (цифра в названии — грузоподъёмность в килограммах). Также рассматривалась возможность создания машины LDA-500.
При разработке концепции самолёта основные усилия были направлены на создание простой в обслуживании, неприхотливой машины, которой могли бы управлять пилоты с начальным уровнем подготовки. А для облегчения погрузки/разгрузки LDA-01 оснащался съёмным контейнером, который был оборудован механизмом быстрого сброса при случае возникновения аварийной ситуации.
Фюзеляж самолёта выполнен из сварных стальных труб и обтянут тканью из стекловолокна. Съёмный контейнер из стали и лёгких сплавов, но мог быть также построен из стеклоткани.
Интересной особенностью проекта являлось то, что все плоскости крыльев были взаимозаменяемые, с возможностью ремонта в полевых условиях, для чего в комплекте возимых с собой запасных частей предусматривалась одна запасная плоскость.
Шасси не убираемое четырёхстоечное с широкой колеёй, оборудованное шинами низкого давления, позволяющее эксплуатацию самолёта на не оборудованных ВПП.
Планировалось оснащать новую машину (LDA-1000) двигателями на выбор: поршневые Lycoming I0-540 (290 л.с.) и Lycoming I0-720 (400 л.с.) или турбовальный Allison 250-B17C (420 л. с.).
LDA-1000, как многоцелевой самолёт, мог использоваться для широкого спектра работ, чему не мало способствовал съёмный грузовой контейнер, на место которого могло устанавливаться оборудование для распыления химикатов в сельском хозяйстве, средства наблюдения и разведки. Самолёт мог перевозить небольшой автомобиль или лодку. В спасательном варианте вместо контейнера устанавливался специальный модуль для эвакуации лежачих больных.
В ценах 1971 года стоимость LDA-1000 предполагалась на уровне 10 тысяч фунтов.
Предусматривалась возможность выпуска 2-двигательной модификации (предварительное название LDA-02), в том числе и в пассажирском варианте на 12-14 мест.

## История
Прототип LDA-01 впервые поднялся в воздух  24 августа 1971 году в Уизли в графстве Суррей. На машине был установлен двигатель Continetal C85
мощностью 85 л.с., который позднее заменили на Lycoming 0-320 (160 л.с.).
В процессе испытаний в конструкцию самолёта были внесены многочисленные изменения. Например 4-стоечное шасси было заменено на 3-стоечное. Также разработчик отказался от съёмного контейнера — вместо него фюзеляж оборудовали сдвижными дверями. Было усовершенствовано управление и аэродинамика самолёта.
16 января 1987 год в ангаре, где хранился самолёт, произошёл пожар. Огнём были уничтожены LDA-01 и несколько Edgley Optica. Компания Brooklands Aircraft, которая производила работы над машиной, своевременно не застраховала самолёт и в результате 3-летних судебных тяжб с Дэвидом Локспейсером выплатила ему 200 тысяч фунтов, после чего обанкротилась.
Все дальнейшие попытки возобновить работу над проектом успехом не увенчались.

## Лётно-технические характеристики
Источник данных: Jackson, A.J. «British Civil Aircraft since 1919 Volume 3» и Taylor, John W.R, (ed). «Jane's All The World's Aircraft 1976-77»

Технические характеристики
- Экипаж: 1
- Длина: 6,86 м
- Размах крыла: 8,84 м
- Высота: 2,77 м
- Площадь крыла: 10,46 м2
- Масса пустого: 561 кг
- Масса снаряжённого: 733 кг
- Силовая установка: 1 × ДВС Lycoming O-320
- Мощность двигателей: 1 × 160 л.с. (1 × 119 кВт)

Лётные характеристики
- Крейсерская скорость: 170 км/ч
- Практическая дальность: 481 км